# Henosepilachna argus
Henosepilachna argus é uma espécie de insetos coleópteros polífagos pertencente à família Coccinellidae.
A autoridade científica da espécie é Geoffroy, tendo sido descrita no ano de 1762.
Trata-se de uma espécie presente no território português.